# The West Wing
The West Wing és una sèrie dramàtica de televisió, creada per Aaron Sorkin, que es va emetre al canal NBC des del 1999 fins al 2006 (7 temporades). La sèrie està ambientada a la Casa Blanca i narra la feina diària dels membres del govern federal dels Estats Units d'Amèrica durant l'administració del president Josiah "Jed" Bartlet (Martin Sheen). Hi apareixen el cap de gabinet de la casa blanca, Leo McGarry (John Spencer), l'ajudant del cap de gabinet, Josh Lyman (Bradley Withford), el director de comunicacions, Toby Ziegler (Richard Schiff), la secretària de premsa, C.J. Cregg (Allison Janney), la primera dama, Abigail Bartlet (Stockard Channing), l'ajudant personal del president, Charlie Young (Dulé Hill) i l'ajudant personal de l'ajudant del cap de Gabinet, Donna Moss (Janel Moloney), entre d'altres.
The West Wing va ser produïda per Warner Bros. i es va emetre per primer cop a la NBC el 1999. S'ha emès a moltes altres cadenes de molts països. La sèrie es va acabar el 14 de maig de 2006.
Va rebre una valoració molt positiva de crítics, professors de ciències polítiques i antics empleats de la Casa Blanca. En total va guanyar tres globus d'or i 26 premis Emmy, de manera que va empatar amb Hill Street Blues com la sèrie que ha rebut més premis al llarg de la història dels premis Emmy. La popularitat de la sèrie va decaure els darrers anys, però va continuar sent popular entre els espectadors de més guanys, un grup clau per a la sèrie i els anunciants.
Els personatges principals són:
- Martin Sheen: Josiah "Jed" Bartlet, President dels Estats Units
- John Spencer: Leo McGarry
- Bradley Whitford: Josh Lyman
- Allison Janney: Claudia Jean "C.J." Cregg
- Richard Schiff: Toby Ziegler
- Rob Lowe: Sam Seaborn
- Joshua Malina: Will Bailey
- Dulé Hill: Charlie Young
- Janel Moloney: Donna Moss
- Stockard Channing: Abigail Bartlet, Primera Dama
- Moira Kelly: Mandy Hampton
- Mary McCormack: Kate Harper
- Kristin Chenoweth: Annabeth Schott
- Jimmy Smits: Matt Santos
- Alan Alda: Arnold Vinick
- Lisa Edelstein: Laurie "Brittany" Rollins

Al llarg de les temporades es van afegir nous personatges, com ara Joshua Malina, com l'escriptor de discursos i gurú de campanya electoral Will Bailey, Mary McComarck com a ajudant de la consellera de Seguretat Nacional Kate Harper o Kristin Chenoweth com la consellera de comunicacionsAnnabeth Schott, Jimmy Smits com el congressista perTexas Matt Santos, i Alan Alda com el senador Arnold Vinick de Califòrnia.
Els actors principals cobraven aproximadament 75.000 dòlars per episodis, però el souu de Martin Sheen era de 300.000. Rob Lowe també tenia un salari de 100.000 dòlars perquè, originalment, el seu personatge havia de tenir un paper més important. Les diferències en els salaris van donar lloc a moltes disputes públiques pels contractes, especialment per part de Janney, Schiff, Spencer i Whitford. Durant les negociacions del contracte de 2001 els quatre van ser amenaçats amb una demanda per incompliment de contracte per la Warner Bross. Però es van associar i van ser capaços de convéncer l'estudi d'una pujada de més del doble dels seus sous. Dos anys després, els quatre van demanar-la perquè els doblessin el sou, pocs mesos després que la Warner hagués signat noves lligències amb l'NBC i Bravo.
La sèrie va patir una pèrdua inesperada amb la mort de John Spencer, que interpretava Leo McGarry. Spencer va partir un atac fatal al cor el 16 de desembre de 2005, un any abans que el seu personatge ja hagués patit un atac de cor a la sèrie. En el primer episodi després de la mort d'Spencer, Martin Sheen fa un missatge en la seva memòria. La pèrdua del personatge de McGarry es va tractar en el capítol Election Day Part I que es va emetre el 2 d'abril de 2006.
Originalment s'havien considerat altres intèrprets per a molts dels papers: Bradley Whitford va fer una prova per al paper de Sam i Janel Moloney per al paper de C.J. Cregg. També es va considerar que Sidney Poitier fos el president, Judd Hirsh per a Leo, Eugene Levy per a Toby i CCH Pounder per a C.J.
La sèrie es va inspirar en l'èxit de la pel·lícula The American President, per a la qual Aaron Sorkin va escriure el guió i Martin Sheen va interpretar el paper del cap de gabinet. Sorkin es va inspirar en diversos elements del guió que no es van utilitzar a la pel·lícula, així com en suggeriments d'Akiva Goldsmanper crear The West Wing.